# Sötét elvonulás
A sötét elvonulás (wylie: mun mtshams) a spirituális elvonulás egyik fajtája olyan térben, amelyből teljesen ki van zárva a fény. Ez a gyakorlat a tibeti buddhizmusban és a bön vallásban haladó gyakorlatnak számít. Az elvonulás egy lehetőség a test, a beszéd és a tudat három elkülönülésének gyakorlására, amely szilárd alapot jelent a Hat Vadzsrajóga Kálacsakra Beteljesitő szakaszára való lépéshez.

## Áttekintés
A bön vallásban a sötét elvonulást kifejezetten a vizuális jógagyakorlatok elősegítésére használt gyakorlat (mint például a kálacsakrában a "hatlábú jóga", vagy a szivárványtest megvalósítása érdekében használt thögal a dzogcsenben), amely Hatchell szerint olyan technikák, amelyek spontán vizuális tapasztaláshoz képesek vezetni, szándékos erőfeszítés és imagináció nélkül.

Hatchell szerint a kálacsakra rendszer hat jógájában a jógi hosszabb időn keresztül mered a tiszta égboltra vagy egy hermetikusan lezárt sötét szobában a sötétségbe. Mindkettő ingermegvonásos környezetnek minősül, és általa a fény strukturálatlan megjelenéseinek sorozata alakulhat ki – például szikrák, szentjánosbogarak és így tovább — végül egyesülnek az istenségek látomásával, vagy egy világító istennő megjelenésével, amelyet Nagy Pecsétnek neveznek (mahámudrá, phyag rgya chen mo). A dzogcsen vizualizációs gyakorlataival kapcsolatban Hatchell a következőket írja:
Míg a Nagy Tökéletességben számos vizualizációs jóga szerepel, azok alap formája több tekintetben is hasonlít a kálacsakra hat jógájához. a sötét és a világos rendszerező tematikája, a sötét elvonulás és az égbe meredés használata, rendszertelenül elhelyezkedő fényfoltokból keletkező istenségek látomásainak sorozata, és az ezekre épülő filozófiai magyarázatok.
 Hatchell kifejti, hogy óriási különbségek vannak a kálacsakra és a dzogcsen rendszerei között, például a gyakorlók vizualizációját segítő különböző előkészítő gyakorlatok tekintetében, illetve a fő gyakorlatok részletei és sorrendje is különbözik. Ezen felül a dzogcsen a fényenergia-csatornák egyedülálló rendszerét mutatja be, amelyek áthaladnak a test belsejében, és látást eredményeznek. A kálacsakrában ilyen nem szerepel.
A sötét elvonulás gyakorlata számos kálacsakra műben szerepel, például a Makulátlan fény (tib.: tib. Dri-med 'od) című kommentárban. Szintén szerepel a dzogcsen tizenhét tantrájához tartozó Lángoló lámpák tantrája (sgron ma 'bar ba’i rgyud) című tantrában. Ehhez hasonló gyakorlatok vannak a a bön vallás Tanácsa a hat lámpáról cimű műben, illetve ennek a kommentárjában is.
A sötét elvonulásra szánt idő a néhány órától kezdve évtizedeken át is tarthat. A himalájai hagyományokban a sötét elvonulást kizárólag a magas szintű gyakorlók számára ajánlják, megfelelő spirituális segédlet követése mellett. Ezt a gyakorlatot képesnek tartják arra, hogy segít a halál bardójában való eligazodásban, illetve a szivárványtest megvalósításában.